# Bolbogonium addendum
Bolbogonium addendum är en skalbaggsart som beskrevs av Jan Krikken 1977. Bolbogonium addendum ingår i släktet Bolbogonium och familjen Bolboceratidae. Inga underarter finns listade.